# InfoCons
Asociația InfoCons din România este o organizație de protecția consumatorilor înființată în anul 2003 la Brașov, membră în Consumers International și fondatoare a Federației Asociațiilor de Consumatori din România. Asociația InfoCons vine în sprijinul societății civile din România prin educarea și informarea cetățenilor și prin schimbarea atitudinii acestora din „cetățeni europeni pasivi” în „consumatori activi”, prin desfășurarea campaniei naționale „O 9 atitudine!”.

## Forma organizației
InfoCons este o organizație non-guvernamentală (ONG), de protecție a consumatorilor fără scop lucrativ, cu un patrimoniu distinct și indivizibil, bazată pe principii democratice care protejează drepturile consumatorilor. InfoCons a fost fondată în 2003 pentru a servi nevoilor consumatorilor din România. De la înființare asociația continuă o activitate neîntreruptă, obținând recunoaștere la nivel național și internațional, devenind membră în cadrul diferitelor organizații, comisii consultative ale autorităților statului, grupuri de lucru, dar și partener în elaborarea unor programe naționale și internaționale de interes pentru consumatori. Pentru a-și îndeplini scopul și misiunea, InfoCons a dezvoltat relații de colaborare și parteneriate cu organizații similare la nivel internațional.

## Obiective
Obiectivele reprezentative ale programelor de dezvoltare ale Asociației InfoCons constau în protejarea consumatorilor împotriva riscurilor de a cumpăra sau folosi produse de o calitate îndoielnică, informarea consumatorilor despre produsele care pot fi dăunătoare sănătății lor, încurajarea consumatorilor de a-și folosi dreptul de a alege, precum și rezolvarea sesizărilor formulate de către aceștia.
Din perspectiva consumatorului, etichetele și în mod special etichetele ecologice sunt instrumente care influențează cele mai bune decizii din punct de vedere ecologic și al siguranței alimentare. Realizarea cu succes a acestor obiective implică înțelegerea contextului pieței, mai precis a consumului și producției sustenabile, economiei circulare, precum și înțelegerea politicilor și instrumentelor utilizate de către Uniunea Europeană.
Pe scurt, obiectivele Asociației InfoCons:
- Informarea consumatorilor cu privire la drepturile consumatorului pe care le au și la mijloacele legale prin care își pot apăra drepturile și interesele lor, în calitate de consumatori;
- Informarea opiniei publice, prin mijloace media, cu privire la deficiențele de calitate ale unor produse și/sau servicii;
- Prevenirea practicilor comerciale ilegale și a publicității înșelătoare, care afectează drepturile și interesele consumatorilor;
- Informarea autorităților competente de prezența pe piață a unor produse care nu respectă normele de sănătate sau de siguranță, pun în pericol viața consumatorilor și asupra unor practici comerciale ilegale aplicate de comercianți, în relația lor cu consumatorii;
- Cererea operatorilor diverși de a realiza produse și servicii în anumite condiții speciale, pentru a deservi persoanele cu dizabilități sau vârstnicii;
- Contribuții la promovarea unei piețe transparente și sigure, bazată pe protecție eficientă și drepturi bine definite ale consumatorilor;
- Protejarea eficientă a consumatorilor de riscurile și amenințările împotriva cărora ei nu se pot apăra, ca persoane individuale.

## Apartenență

##### Nivel național
InfoCons este membru fondator al primei Federații de organizații de protecție a consumatorilor din România. De asemenea, InfoCons este o organizație acreditată la Parlamentul României – Camera Deputaților, Comisii de Specialitate.
La nivel național, Asociația InfoCons este membră în:
- Comisia de Etichetare Ecologică a Ministerului Mediului din România, unde promovează conceptul ”Protecția Consumatorului – O9atitudine”;
- Grupul de Lucru pe teme de proprietate intelectuală la Parchetul de pe lângă Înalta Curte de Casație și Justiție (PÎCCJ) din România;
- Consiliul Consultativ, Autoritatea Națională pentru Administrare și Reglementare în Comunicații (ANCOM);
- Consiliul de Export al României;
- Consiliile Etice în peste 15 spitale din România.

##### Nivel internațional
La nivel internațional, Asociația InfoCons este membră în:
- Consumers International (CI), din 2012;
- Vocea Consumatorului European în Standardizare (ANEC)
- Cercetarea și testarea internațională a consumatorilor (ICRT)
- Rețeaua Europeană de Dezvoltare Sustenabilă (ESDN)
- Institutul Austriac de Telecomunicații Aplicate (OIAT)
- Institutul Național al Consumului, Paris, Franța
- EAEA – Asociația Europeană pentru Educarea Adulților – Belgia
- Programul Burselor din Europa Central Estică – Universitatea Georgetown, SUA
- Fundația Centrul European de Training
- Fundația Generația Europa
- Pactul Global al Națiunilor Unite
- Grupul Internațional de Lucru împotriva Risipei

## Activități
Activitățile relevante ale Asociației InfoCons în domeniile legate de informarea persoanelor cu privire la protecția consumatorilor :
- Organizarea unor Centre de Consultanță și Informare a Consumatorilor în toate județele țării și întreprinderea unei activități continue în zonele de educare și informare a consumatorilor, precum și implementarea numărului scurt 0219615, pe care consumatorii îl pot apela pentru a obține informații utile în legătură cu drepturile lor și despre modul în care pot depune o sesizare;
- Contribuții la organizarea unui prim curs de masterat în domeniul protecției consumatorilor în cooperare cu Facultatea de Sociologie și Asistență Socială din cadrul Universității București; implicarea activă în lupta împotriva produselor contrafăcute, deoarece acestea pot fi periculoase pentru consumatori sau mediul înconjurător;
- Organizarea unor cursuri cu titlu gratuit pentru profesori cu privire la domeniul protecției consumatorilor, domeniul financiar-bancar și domeniul financiar-nebancar;
- Sprijinirea publicațiilor specializate;
- Dezvoltarea a numeroase campanii de educare și informare a consumatorilor sub umbrela proiectului ”Protecția Consumatorului – O9atitudine” în diferite domenii, precum: sănătate, mediu, finanțe, turism, drepturile pasagerilor, energie. Aceste campanii sunt derulate cu ajutorul unor clipuri de prezentare pe majoritatea posturilor de televiziune și radio naționale. De asemenea, pe parcursul acestor campanii au fost diseminate materiale la nivel național prin intermediul rețelei proprii ”Info EU-RO”. Din această rețea fac parte instituțiile de stat la nivel național și local, cum ar fi: primăriile, ministerele, inspectoratele școlare, secțiile de poliție, spitale, aeroporturi etc. În campaniile de promovare s-au diseminat informații prin intermediul posterelor, pliantelor, semnelor de carte sau cu prilejul organizării de evenimente la nivel național, regional și local. În acest context, putem afirma că Asociația InfoCons este familiarizată cu interesele actorilor din piață, comportamentul și așteptările acestora cu privire la protecția consumatorului și a mediului.
- Dezvoltarea proiectelor pentru persoane cu dizabilități precum: kit-uri de accesibilizare în limbajul braille, numărul de urgență 113 pentru persoanele cu dizabilități, în special auditive.
- Ca partener în proiecte ale UE, InfoCons a participat în mod activ în dezvoltarea materialelor educaționale ce au drept scop evaluarea și monitorizarea mediului și a impactului social pe care îl au diferite produse. Pentru a-și atinge scopurile și misiunea, Asociația InfoCons realizează studii și cercetări în domeniul protecției mediului și a consumatorului, în special cu privire la gestionarea mai bună a fondurilor pentru eliminarea risipei alimentare. În acest moment, InfoCons este implicată în mai multe activități specifice în cadrul proiectelor europene în care are calitatea de beneficiar.

InfoCons are reprezentare atât la nivel national cât și internațional în mass media.
Național
- Ziarul Adevarul, 14.02.2023  [2]

Internațional
- Newsletter PENSALIBERO [3]
- Increasing the Capacity of CSOs for Consumer Protection [4]
- Active Participation of Civil Society in Higher Education Modernization” project [5]
- The Association of Academics Union from Turkey [6]
- "Un Black Friday più sicuro con l’Applicazione InfoCons" [7]

## Proiecte Europene
Proiectele europene în desfășurare ale Asociației InfoCons, în calitate de co-aplicant, care includ probleme de protecție a consumatorului și a mediului, sunt următoarele:
- EU programme: H2020 Future Hyper-connected Sociality - European Commission No. 825477/ Open Distributed Digital Content Verification for Hyper-connected Sociality (SOCIAL TRUTH);
- ”Increasing the Capacity of CSOs for Consumer Protection/ ” (TUKOBIR Project) https://www.tuketici.eu/;
- H2020 Call: H2020-SU-DS-2018-2019-2020 (Digital Security) - Enhancing Digital Security, Privacy and TRUST in software;
- H2020-SU-DS-2020 - SOTERIA (uSer-friendly digiTal sEcured peRsonal data and prIvacy plAtform)  - Digital Security and privacy for citizens and Small and Medium Enterprises and Micro Enterprises

## Resurse umane
Asociația InfoCons are peste 65.000 de membri, o parte cotizează pentru sprijinirea activităților curente ale Asociației.
Pentru a-și îndeplini obiectivele, Asociația InfoCons are o organigramă ce include angajați pe o perioadă determinată și nedeterminată, cu studii academice, experți pe diferite domenii de interes.

## Referinte
1. ↑  o9atitudine!
2. ↑  Ziarul Adevarul, 14.02.2023,
3. ↑  Redazione (8 februarie 2023). „pensalibero.it”. pensalibero.it. Accesat în 4 aprilie 2023.
4. ↑  „Increasing the Capacity of CSOs for Consumer Protection”.
5. ↑  „Acil Durum Numaralarına Erișebilmek için İlk Uluslararası Bilgi Birleștirme Girișimi Programını Bașlattı”.
6. ↑  „Launched First International Knowledge Consolidation Initiative Program to Access Emergency Numbers”.
7. ↑  „Un Black Friday più sicuro con l'Applicazione InfoCons”. Luccesette. 24 noiembrie 2022.